# Библиотекарь (сериал)
«Библиоте́карь» — российский художественный сериал по мотивам одноимённого романа Михаила Елизарова. Производством проекта занимается компания «Вайт Медиа». Главную роль в нём исполняет Никита Ефремов.
Премьера сериала состоялась 29 июня 2023 года на онлайн-платформах more.tv и Wink. Телевизионная премьера состоялась 27 августа 2023 года на канале «РЕН ТВ».
30 июля 2024 года сериал был официально продлён на второй сезон.

## Сюжет
Главный герой, 27-летний Алексей Вязинцев, случайно узнаёт, что книги малоизвестного советского писателя Дмитрия Громова, написанные в 1950-е — 1970-е годы, обладают магической силой. Истинный эффект проявляется только при непрерывном и «тщательном» чтении оригинальных изданий, на слушателей его воздействие оказывается несколько более слабым. Суперспособностями, которые дают разные книги, являются Сила, Ярость, Память, Терпение, Власть, Радость, Смысл.
Люди, познавшие тайную силу книг, объединяются в кружки («библиотеки» и «читальни»), которые защищают свои экземпляры книг Громова и пытаются завладеть чужими. По негласному кодексу «читателей», при конфликтах запрещено использовать огнестрельное оружие, поэтому в ход активно идут холодное оружие, предметы хозяйственного обихода, самодельные доспехи и т. п. Каждая «библиотека» мечтает собрать полное собрание сочинений Громова из семи книг, но одна книга является чрезвычайно редкой.

## В ролях
| Актёр              | Роль                           |
| ------------------ | ------------------------------ |
| Никита Ефремов     | Алексей Вязинцев               |
| Евгения Дмитриева  | Маргарита Тихоновна Селиванова |
| Андрей Мерзликин   | Максим Вязинцев                |
| Игорь Золотовицкий | Лагудов                        |
| Михаил Трухин      | Шульга                         |
| Марина Ворожищева  | Таня                           |
| Михаил Тройник     | Гриша Вырин                    |
| Константин Итунин  | Саша Сухарев                   |
| Сергей Епишев      | Денис Луцис                    |
| Марина Лебедева    | Вероника Возглякова            |
| Максим Деричев     | Игорь Кручина                  |
| Сергей Цепов       | Марат Дежнев                   |
| Алексей Дмитриев   | Николай Иевлев                 |
| Александра Урсуляк | Шорохова                       |
| Елена Морозова     | Шепчихина                      |
| Мариам Псутури     | Тата Имонян                    |
| Сергей Кузнецов    | Горшенин                       |
| Карэн Бадалов      | Цофин                          |
| Аюб Цингиев        | Аслан Мальсагов                |
| Дмитрий Сутырин    | Марченко                       |
| Владимир Селезнёв  | Дорошевич                      |

## Эпизоды
| Сезон | Сезон | Серии | Период трансляции         |
| ----- | ----- | ----- | ------------------------- |
|       | 1     | 8     | 29 июня — 17 августа 2023 |

Сезон 1
| № в сезоне | Режиссёр           | Автор сценария                 | Дата премьеры   |
| --- | ------------------ | ------------------------------ | --------------- |
| 1 | Игорь Твердохлебов | Илья Тилькин, Александр Грязин | 29 июня 2023    |
| Молодой актёр Алексей Вязинцев хочет уехать в США, но чтобы получить визу нужно иметь на счету несколько тысяч долларов. Когда он возвращается домой, видит вернувшегося отца, который бросил их, когда Алексей был маленький. Отец оставляет ему письмо, просит прочитать и уходит. Через несколько дней приходит телеграмма, что Вязинцев-старший убит в своей квартире, и необходимо получить наследство. Алексей едет в город Широнино продать квартиру отца. Вечером во время попытки продажи квартиры незнакомые люди убивают «покупателей» квартиры и говорят Алексею, что они все «Библиотека» его отца и есть мистические книги, которые могут дать сверхспособности на короткое время. Алексей не верит им и сбегает в участковый пункт милиции, где случайно читает книгу Ярости и убивает всех сотрудников милиции в здании. |                    |                                |                 |
| 2 | Игорь Твердохлебов | Илья Тилькин, Александр Грязин | 6 июля 2023     |
| После жестокого побоища в отделении милиции Алексей вынужден заключить сделку с членами Широнинской читальни. Он должен дать показания и помочь друзьям отца в судебном разбирательстве против конкурирующей Гореловской библиотеки. Выяснять правду придется на поле боя, в котором Алексей убивает главу противников. |                    |                                |                 |
| 3 | Игорь Твердохлебов | Илья Тилькин, Александр Грязин | 13 июля 2023    |
| После победы в битве Широнинская библиотека оказывается в затруднительном положении: одного из членов их читальни берет в заложники группа фанатиков, которая хочет завладеть книгами любой ценой. Вязинцеву-младшему предлагают стать Библиотекарем, но доверия к друзьям отца у него больше нет. |                    |                                |                 |
| 4 | Игорь Твердохлебов | Илья Тилькин, Александр Грязин | 20 июля 2023    |
| К Вязинцеву обращается за помощью девушка из Нижегородской читальни. Тата рассказывает о деле, которое не успел закончить Вязинцев-старший и предлагает сделку — объединить Читальни и вернуть украденную книгу Радости. Открывшиеся детали убийства Максима заставляют Алексея заподозрить в предательстве членов его Библиотеки и начать собственное расследование. |                    |                                |                 |
| 5 | Игорь Твердохлебов | Илья Тилькин, Александр Грязин | 27 июля 2023    |
| По итогам расследования Вязинцев исключает Маргариту Тихоновну из Широнинской читальни и отправляется на поиски шестой книги. В отношениях с Таней появляется проблема, которая может поставить под угрозу их совместное будущее. Между тем Тата знакомит Алексея с членами других Читален, чтобы заручиться их поддержкой и устроить переворот в Совете библиотек. |                    |                                |                 |
| 6 | Игорь Твердохлебов | Илья Тилькин, Александр Грязин | 3 августа 2023  |
| Гриша Вырин становится Библиотекарем Широнинской читальни и провозглашает новые правила пользования книгами. Таня вместе с Татой и Денисом Луцисом продумывают план, как помочь Алексею бежать из тюрьмы. Вязинцев в это время пытается убедить сотрудника милиции организовать свидание с его девушкой, чтобы продемонстрировать волшебную силу одной из книг. |                    |                                |                 |
| 7 | Игорь Твердохлебов | Илья Тилькин, Александр Грязин | 10 августа 2023 |
| Широнинцы узнают тайну исчезновения Елизаветы Моховой и придумывают план, как заполучить книгу Памяти. Шульга решает окончательно уничтожить мятежников и отдает приказ убить Алексея Вязинцева. |                    |                                |                 |
| 8 | Игорь Твердохлебов | Илья Тилькин, Александр Грязин | 17 августа 2023 |
| Чтобы спастись, широнинцы должны добраться до книги Смысла раньше, чем это сделают Шульга и его приспешники. Оставшиеся в живых участники Читальни отправляются в Невербино, где их ждет решающая битва с армией Совета библиотек. |                    |                                |                 |

## Премьера и восприятие
Съёмки сериала начались в июле 2022 года. Премьера состоялась 29 июня 2023 года на онлайн-сервисах more.tv и Wink.
Обозреватель «Комсомольской правды» Сергей Ефимов высоко оценил сериал, особенно отметив игру Никиты Ефремова, Евгении Дмитриевой и Михаила Трухина. При этом он констатирует, что сюжеты книги и экранизации значительно разнятся.
По мнению автора РБК Кати Загвоздкиной, «кроме атмосферности и нескольких интересных кастинговых решений», похвалить сериал не за что. Автор сайта «Литературная Россия» Денис Балин назвал «Библиотекаря» «вполне крепким фэнтези с элементами боевика для вечернего просмотра после трудного рабочего дня».